# Calea Aradului
Calea Aradului este un cartier din Timișoara. Este amplasat în partea de nord a municipiului. Unul din cele mai noi districte ale Timișoarei, Aradului și-a primit denumirea de la șoseaua omonimă (Drumul european E671) ce leagă Timișoara de reședința județului vecin și traversează zonele de birouri și rezidențiale din nordul orașului. 
Aici se află Universitatea de Științe Agricole și Medicină Veterinară ce curpinde:
- Facultatea de Agricultură;
- Facultatea de Medicină Veterinară;
- Facultatea de Tehnologia Produselor Agroalimentare;
- Facultatea de Management Agricol;
- Grupul Școlar Agricol Iulian Dracea.

Transportul în comun se face cu ajutorul liniilor de troleibuz 17 și 18 și a liniei expres E1.